# 法定外目的税
法定外目的税 (ほうていがいもくてきぜい) は、地方税の一つ。地方税法に定めのある以外の税目の地方税で、目的税であるものを言う。

## 地方税法上の規定
地方自治体が、法定外目的税を新設、変更しようとする場合は、あらかじめ総務大臣に協議し、その同意を得なければならないとされる（地方税法731条2項）。但し、
- 国税又は他の地方税と課税標準を同じくし、かつ、住民の負担が著しく過重となること
- 地方団体間における物の流通に重大な障害を与えること
- 国の経済施策に照らして適当でないこと

のいずれかに該当する場合を除き、総務大臣は同意を与えなければならないこととされている（地方税法733条）。
なお、法定外税ではあっても、申告納付の方法・延滞金・加算金・徴税吏員による調査・滞納処分等に関しては地方税法に定めがあり、法定外税を定める条例においてもこの範囲を超えることはできないと解される。

## 法定外目的税の例

### 環境税
- 「乗鞍環境保全税」： 岐阜県（2003年施行）
- 「産業廃棄物税」
  - 2020年4月現在、27都道府県で採用されている。都道府県が単体で課税するのではなく、複数の都道府県が共同で導入している場合が多い。1トンあたり1000円の課税をしているところがほとんどである。
- 「環境未来税」： 福岡県北九州市（2003年施行）
  - 産業廃棄物税の一つ。
- 「開発事業等緑化負担税」：大阪府箕面市（2016年）
- 「環境協力税」：沖縄県伊是名村・伊平屋村・渡嘉敷村・座間味村

### 原子力政策の税
- 「使用済核燃料税」： 佐賀県玄海町（2017年施行)[注 1]

### その他の分野の税
- 「遊漁税」： 山梨県南都留郡富士河口湖町（2001年施行）
  - 日本で最初の法定外目的税。
- 「宿泊税」： 東京都（2002年施行)、大阪府（2017年施行）、京都市（2018年施行）、金沢市（2019年施行）、北海道倶知安町(2019年施行)、福岡県（2020年施行）、福岡市（2020年施行）、北九州市（2020年施行）、北海道ニセコ町（2024年施行）、愛知県常滑市（2025年施行）

### 廃止された法定外目的税
- 「一般廃棄物埋立税」： 岐阜県多治見市（2001年施行、2006年廃止）
- 「すぎなみ環境目的税」： 東京都杉並区（2002年制定(施行せず)、2008年廃止）
- 「山砂利採取税」： 京都府城陽市（2011年施行、2016年失効。2011年に法定外普通税から変更された。）

## 関連文献・記事
- CiNii>法定外目的税